# Перчук, Леонид Львович
Леонид Львович Перчук (20 ноября 1933, Одесса — 19 июня 2009, Йоханнесбург) — советский и российский учёный-геолог, петролог, профессор (1975), Заслуженный деятель науки РФ (1999).

## Биография
Родился 20 ноября 1933 года в Одессе. Отец — Лев Михайлович Перчук. Рядовой солдат, пропал без вести на Изюм-Барвенковском направлении в 1942 году. Мать — Раиса Михайловна, во время войны — военврач 2-го ранга в госпитале.
В 1956 году окончил геологический факультет Одесского государственного университета им. И. И. Мечникова по специальности инженер геолог-гидрогеолог.
Начал работать в Киргизском геологическом управлении.
В 1964—1969 годах работал в Ин-те геологии рудных месторождений, петрографии, минералогии и геохимии АН СССР.
В 1963 году защитил диссертацию на соискание ученой степени кандидата геолого-минералогических наук. Научным руководителем его диссертации был выдающийся учёный-петролог академик Дмитрий Сергеевич Коржинский.
В 1968 году защитил докторскую диссертацию, а в 1975 году получил звание профессора. Заслуженный профессор МГУ.
С 1969 по 1990 год был заведующим лабораторией в Институте экспериментальной минералогии (ИЭМ) РАН, а впоследствии главным научным сотрудником этого института.
С 1991 года возглавлял кафедру петрологии геологического факультета МГУ.
Скончался 19 июня 2009 года в городе Йоханнесбурге,  ЮАР. Похоронен на муниципальном кладбище в городе Черноголовке Московской области.

## Общественно-научная деятельность
- Действительный член Международной академии наук Высшей Школы (с 1991—2009)
- Член Межведомственного петрографического комитета (1982—2009)
- Председатель рабочей группы по минеральным равновесиям Международной минералогической ассоциации (1978—2009)
- Председатель рабочей группы проекта «Метаморфизм и геодинамика» при ЮНЕСКО (1985—1990)
- Член редколлегий журналов, в том числе «Петрология», «Journal of Metamorphic Geology», «Advances in Physical Geochemistry», «Вестник МГУ»
- Основатель и научный руководитель Международной Школы по наукам о Земле Архивная копия от 25 ноября 2015 на Wayback Machine (в 2004 г.). С 2009 г. Школа носит имя проф. Л. Л. Перчука
- Член комиссии по экспериментальной и теоретической петрологии при Международном геологическом союзе (1997—2009)
- Гранты Президента Российской Федерации для государственной поддержки ведущих научных школ Российской Федерации (2006—2007; 2008—2009)

## Научные достижения
- Л. Л. Перчук установил общий принцип перераспределения химических компонентов между минералами в зависимости от температуры и давления (Государственная премия СССР). На основе сформулированного им принципа открылась возможность создания целого семейства минералогических индикаторов температуры, давления и летучести флюидных компонентов в геохимических процессах.[источник не указан 1610 дней]
- Является пионером использования изменения температуры (Т) и давления (Р) в породах (PT-тренды метаморфизма) для интерпретации при метаморфической эволюции пород как индикатора эволюции термодинамической и геодинамической эволюции пород.[источник не указан 1610 дней]
- Сформулировал принцип гравитационного перераспределения пород в земной коре при процессах глубинного метаморфизма, который позволил объяснить широкое проявление гранулитовых комплексов на поверхности Земли при относительном постоянстве её мощности.[источник не указан 1610 дней]

Подготовил свыше 40 кандидатов и 6 докторов наук. Автор более 350 научных работ, в том числе 17 монографий, 2 учебных пособия и 2 справочника.

## Награды, премии и почётные звания
- Государственная премия СССР (1975)
- Орден «Знак Почёта» (1976)
- Медаль ВДНХ (1984)
- Действительный член Российской академии естественных наук (1995)
- Звание «Соросовский профессор» (1996)
- Медаль «В память 850-летия Москвы» (1997)
- Премия МАИК-НАУКА за лучшие работы, опубликованные этим академическим издательством по наукам о Земле (1998)
- Заслуженный деятель науки РФ (1999)
- Ломоносовская премия — премия МГУ имени М. В. Ломоносова (2000)
- Премия Д. С. Коржинского — премия Президиума РАН (2001)
- Диплом фонда академика В. И. Смирнова (2005)
- Звание «Почётный разведчик недр» (2008)

## Общественная деятельность

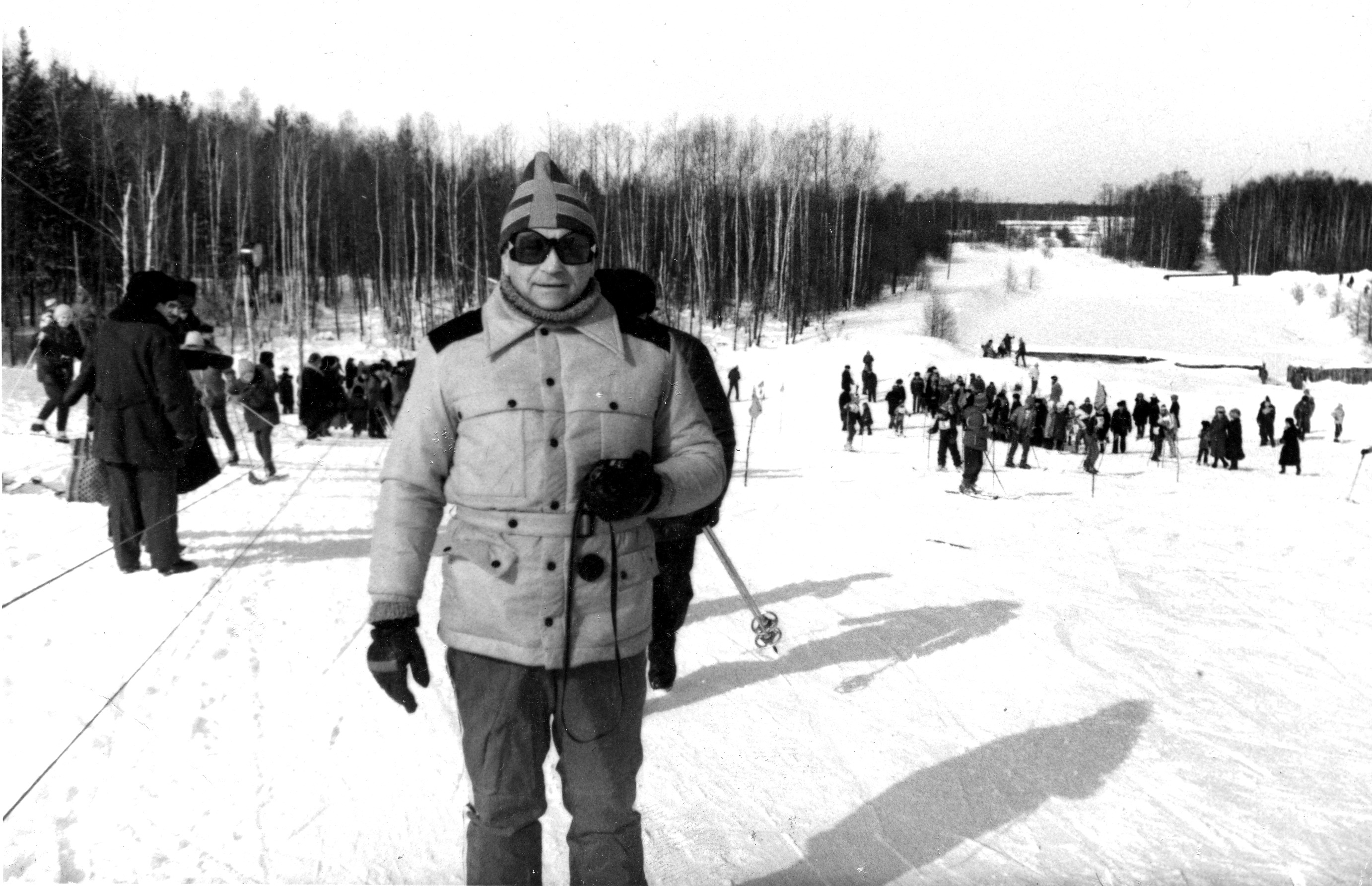
Л. Л. Перчук на соревнованиях, 1978

Первый президент горнолыжного клуба в городе Черноголовке Московской области (с 1972).
Организатор (совместно с В. Г. Черноземовой — директором Дома ученых в Черноголовке) детской горнолыжной школы в г. Черноголовке (1975).
Инициатор и соруководитель строительства горы для занятия горнолыжным спортом в Черноголовке (1975—1978).

## Основные публикации
Монографии
- Перчук Л. Л. Равновесия породообразующих минералов. М.: Наука, 1970. 392 с.
- Перчук Л. Л. Термодинамический режим глубинного петрогенеза. М.: Наука, 1973. 318 с.
- Перчук Л. Л. Магматизм, метаморфизм и геодинамика. М.: Наука, 1993, 200 с.
- Перчук Л. Л., Лаврентьева И. В., Аранович Л. Я., Подлесский К. К. Биотит-гранат-кордиеритовые равновесия и эволюция метаморфизма. М.: Наука, 1983. 197 с.

Научные статьи
1. Перчук Л. Л. Парагенезис нефелина со щелочным полевым шпатом как показатель термодинамических условий минерального равновесия // Доклады АН СССР. 1965. Т.161. Т. 4. С.132-135.
2. Перчук Л. Л. Биотит-гранатовый геотермометр // Доклады АН СССР. 1967. Т.177, Т. 2. С.111-114.
3. Перчук Л. Л. Термодинамический режим метаморфизма // Известия АН СССР. Серия геологическая. 1972. 12. С.46-60.
4. Лаврентьева И. В., Перчук Л. Л. Кордиерит-гранатовый термометр // Доклады АН СССР. 1981. Т. 259, № 3. С. 697—700.
5. Perchuk, L.L., Gas-mineral equilibria and possible geochemical model of the Earth’s interior, Phys. Earth Planet. Inter., 1976, vol. 13, pp. 232–239.
6. Perchuk, L.L., Thermodynamic control of metamorphic processes, in Energetics of Geological Processes, Saxena, S.K. and Bhattacharji, S., Eds., New York: Springer, 1977.
7. Perchuk, L.L., Studies of volcanic series related to the origin of some marginal sea floors, in Magmatic Processes: Physicochemical Principles, Geochem. Soc. Sp. Publ., Mysen, B.O., Ed., 1987, vol. 1, pp. 209–320.
8. Perchuk, L.L., P-T-fluid regimes of metamorphism and related magmatism with specific reference to the Baikal Lake granulites, in Evolution of Metamorphic Belts, Daly, S., Yardley, D.W.D., and Cliff, B., Eds., Geol. Soc. London, Sp. Publ., 1989, vol. 2, no. 2, pp. 275–291.
9. Perchuk, L.L. and Aranovich, L.Ya., Thermodynamics of minerals of variable compositions: andradite-grossularite and pistacite-zoisite solid solutions, Phys. Chem. Mineral., 1979, vol. 5, pp. 1–14.
10. Perchuk, L.L. and Aranovich, L.Ya., The thermodynamic regime of metamorphism in the ancient subduction zones, Contrib. Mineral. Petrol., 1980, vol. 75, pp. 407–414.
11. Perchuk, L.L. and Gerya, T.V., Fluid control of charnockitization, Chem. Geol., 1993, vol. 108, nos. 1-4, pp. 175–186.
12. Perchuk, L.L. and Kushiro, I., Thermodynamics of the liquidus in the system diopside-water: a review, in Advances in Physical Geochemistry, New York: Springer, 1991, vol. 3, pp. 249–267.
13. Perchuk, L.L. and Lavrent’eva, I.V., Experimental investigation of exchange equilibria in the system cordierite-garnet-biotite, in Advances in Physical Geochemistry, New York: Springer, 1983, vol. 3, pp. 199–239.
14. Perchuk, L.L. and Ryabchikov, I.D., Mineral equilibria in the system nepheline-alkali feldspar-plagioclase and their petrological significance, J. Petrol., 1968, vol. 9, pp. 123–167.
15. Perchuk, L.L., Podlesskii, K.K., and Aranovich, L.Ya., Calculation of thermodynamics of end-member minerals from natural paragenesis, in Advances in Physical Geochemistry, New York: Springer, 1981, vol. 1, pp. 111–130.
16. Perchuk, L.L., Aranovich, L.Ya., Podlesskii, K.K., Lavrent’eva, I.V., Gerasimov, V.Yu., Fed’kin, V.V., Kitsul, V.N., and Karsakov, L.P., Precambrian granulites of the Aldan Shield, Eastern Siberia, USSR, J. Metamorph. Geol., 1985, vol. 3, pp. 265–310.
17. Perchuk, L.L., Gerya, T.V., and Nozhkin, A.D., Petrology and retrogression in granulites of the Kanskiy Formation, Yenisey Range, Eastern Siberia, J. Metamorph. Geol., 1989, vol. 7, pp. 599–617.
18. Perchuk, L.L., Podlesskii, K.K., and Aranovich, L.Y., Thermodynamics of some framework silicates and their equilibria: application to geothermobarometry, in Progress in Metamorphic and Magmatic Petrology, Perchuk, L.L., Ed., Cambridge University Press, 1991, pp. 131–164.
19. Perchuk, L.L., Podladchikov, Yu.Yu., and Polyakov, A.N., Geodynamic modeling of some metamorphic processes, J. Metamorph. Geol., 1992, vol. 10, pp. 311–318.
20. Perchuk, L.L., Gerya, T.V., Van Reenen, D.D., Smit, C.A., and Krotov, A.V., P-T paths and tectonic evolution of shear zones separating high-grade terrains from cratons: examples from Kola Peninsula (Russia) and Limpopo region (South Africa), Mineral. Petrol., 2000b, vol. 69, pp. 109–142.
21. Perchuk, L.L., Safonov, O.G., Gerya, T.V., Fu, B., and Harlov, D.E., Mobility of components in metasomatic transformation and partial melting of gneiss’s: an example from Sri Lanka, Contrib. Mineral. Petrol., 2000, vol. 140, pp. 212–232.
22. Perchuk, L.L., Gerya, T.V., van Reenen, D.D., and Smit, C.A., Formation and dynamics of granulite complexes within cratons, Gondwana Res., 2001, vol. 4, no. 4, pp. 729–732.
23. Perchuk, L.L., Safonov, O.G., Yapaskurt, V.O., and Barton, J.M., Jr. Crystal-melt equilibria involving potassium-bearing clinopyroxene as indicator of mantle-derived ultrahigh-potassic liquids: an analytical review, Lithos, 2002, vol. 60, nos. 3-4, pp. 89–112.
24. Perchuk, L.L., Safonov, O.G., Yapaskurt, V.O., and Barton, Jr., J.M., K-feldspar in clinopyroxene from Grt-Cpx silicate rocks of the Kokchetav Massif, Lithos, 2003, vol. 68, pp. 121–130.
25. Perchuk, L.L., Van Reenen, D.D., Varlamov, D.A., van Kal, S.M., and Boshoff, R., P-T record of two high-grade metamorphic events in the central zone of the Limpopo Complex, South Africa, Lithos, 2008, vol. 103, nos. 1-2, pp. 70–105.